# Puțuri, Dolj
Puțuri este un sat în comuna Castranova din județul Dolj, Oltenia, România. Se află în partea de est a județului, în Câmpia Romanaților.

## Personalități
- Ion Popescu-Puțuri (1906 - 1993), demnitar comunist